# 張錦昆
張錦昆（1965年3月2日—），中華民國政治人物，中國國民黨籍。曾任彰化縣議會第15-17、19屆議員及改制前員林鎮第16-17任鎮長及員林市第1任市長，現為第20屆彰化縣議員。

## 選舉紀錄
| 年度 | 選舉屆數               | 選舉區           | 所屬政黨   | 得票數 | 得票率 | 當選標記 | 備註 |
| ---- | ---------------------- | ---------------- | ---------- | ------ | ------ | -------- | ---- |
| 2002 | 第十五屆彰化縣議員選舉 | 彰化縣第四選舉區 | 無黨籍     | 8,268  | 9.99%  |          |      |
| 2005 | 第十六屆彰化縣議員選舉 | 彰化縣第四選舉區 | 無黨籍     | 11,181 | 11.32% |          |      |
| 2009 | 第十七屆彰化縣議員選舉 | 彰化縣第四選舉區 | 中國國民黨 | 10,786 | 11.70% |          |      |
| 2011 | 第十六屆員林鎮鎮長補選 | 彰化縣員林鎮     | 中國國民黨 | 19,383 | 50.70% |          |      |
| 2014 | 第十七屆員林鎮鎮長選舉 | 彰化縣員林鎮     | 中國國民黨 | 34,145 | 52.36% |          |      |
| 2016 | 第九屆立法委員選舉     | 彰化縣第四選舉區 | 中國國民黨 | 71,367 | 42.76% |          |      |
| 2018 | 第十九屆彰化縣議員選舉 | 彰化縣第四選舉區 | 中國國民黨 | 21,168 | 19.94% |          |      |
| 2022 | 第二十屆彰化縣議員選舉 | 彰化縣第四選舉區 | 中國國民黨 | 12,967 | 12.75% |          |      |

## 爭議
涉槍擊命案與賄選案
2011年，民主進步黨彰化縣黨部出示舊報紙之社會新聞版與法院判決書，指張錦昆是曾於1986年涉及槍擊命案、檢警追緝的要犯，坐了八年牢，要選民睜大眼睛，張錦昆未予否認，只稱不想回應。民進黨亦抨擊張錦昆陣營多次因賄選罪遭判刑。
當三年鎮長增億元土地遭質疑
2014年，民主進步黨員林鎮長候選人陳素月召開記者會以具名文宣質疑張錦昆「好厲害，才當了短短3年鎮長，太太名下就多了三筆員林三義段現值近一億元的土地，鎮長薪水每月僅八萬元，就算三年不吃不喝也才二八八萬元，為何暴增近億元財富？」，請他說清楚土地來源、土地取得程序及買土地的鉅款從哪裡來？張錦昆妻子葉素英在姐妹淘陪同下出面哭訴說都有依法申報財產，但未針對陳的質疑提出說明。

## 外部連結
- 張錦昆的Facebook專頁